# Pink Flamingos
Pink Flamingos és una pel·lícula nord-americana de 1972 del gènere cinematogràfic de comèdia negra i explotació, escrita, produïda, filmada, editada i dirigida per John Waters. La seva estrena va causar una enorme controvèrsia per l'àmplia gama d'actes perversos mostrats en plans explícits. Va consagrar l'extravagant drag queen Divine. La pel·lícula està coprotagonitzada per David Lochary, Mary Vivian Pearce, Mink Stole, Danny Mills, Cookie Mueller i Edith Massey. Desde el seu llançament ha tingut fervents seguidors de culte i es considera una de les pel·lícules més emblemàtiques de Waters. A 2021, va ser considerada "cultural, històrica i estèticament significativa" per la Biblioteca del Congrés dels Estats Units i seleccionada per la seva preservació al National Film Registry.

## Argument
La Divine viu sota el pseudònim "Babs Johnson" amb la seva mare Edie (Edith Massey), a la que li agraden de manera compulsiva els ous (de gallina), el seu fill delincuent Crackers (Danny Mills) i la Cotton (Mary Vivian Pearce), la seva companya sentimental, que és fonamentalment vouyerista.
Tots aquests personatges viuen junts en una caravana -al "hall" d'entrada de la qual hi ha dos flamencs roses de plàstic que donen lloc al títol de la pel·lícula- al carrer Philpot de Phoenix, un barri als afores de Baltimore.
La Divine és considerada la "persona més fastigosa del món". Per aquesta raó, el matrimoni dels Marble, una parella heterosexual que ven heroïna a les escoles i segresta dones per violar-les i entregar els seus bebés en adopció a parelles lesbianes, té enveja del seu títol i farà tot el possible per treure-se'l.
L'última escena del film és una de les més polèmiques del cinema de John Waters: un petit gos defeca al carrer i la Divine recull l'excrement del terra i l'ingereix. Aquest pla és real: està rodat sense talls, pel que no hi ha trucatge possible.

## Repartiment
- Divine com a Divine / Babs Johnson.
- David Lochary com a Raymond Marble.
- Mary Vivian Pearce com a Cotton Johnson.
- Mink Stole com a Connie Marble.
- Danny Mills com a Crackers Johnson.
- Edith Massey com a Edie Johnson.
- Channing Wilroy com a Channing.
- Cookie Mueller com a Cookie.
- Paul Swift com a The Egg Man.
- Susan Walsh com a Suzie.
- Linda Olgierson com a Linda.
- Pat Moran com a Patty Hitler.
- Steve Yeager com a Nat Curzan.
- John Waters com a Mr. J (veu).

## Banda sonora
A la pel·lícula apareixen una sèrie d'èxits de finals de la dècada de 1950 i de principis de la de 1960. Al 1997 es va editar un CD amb tots aquests temes musicals amb motiu del 25 aniversari de la seva estrena.
1. "The Swag", Link Wray and His Ray Man.
2. "Intoxica", The Centurions.
3. "Jim Dandy", LaVern Baker.
4. "I'm Not a Juvenile Delinquent", Frankie Lymon & The Teenagers.
5. "The Girl Can't Help It", Little Richard.
6. "Ooh! Look-a-There, Ain't She Pretty?", Bill Haley & His Comets.
7. "Chicken Grabber", The Nighthawks.
8. "Happy, Happy Birthday Baby", The Tune Weavers.
9. "Pink Champagne", The Tyrones.
10. "Surfin' Bird", The Trashmen.
11. "Riot in Cell Block #9", The Robins.
12. "(How Much is) That Doggie in the Window", Patti Page.

La cançó "Happy, Happy Birthday Baby" es va utilitzar a la reedició de 1997 per substituir "Sixteen Candles", que apareixia al muntatge original de 1972, degut a problemes amb els drets d'autor. A la versió original de Pink Flamingos també apareixia un breu fragment de La consagració de la primavera, de Ígor Stravinski, que es va eliminar a la versió de la reestrena.

## A la cultura popular
El director de la pel·lícula, John Waters, va aparèixer com artista convidat a la sèrie animada Els Simpson, concretament interpretant el personatge d'en John, el venedor d'articles vintage a l'episodi "Homer's Phobia". A la primera aparició d'en John, apareixen darrere d'ell dos flamencs roses, fent una clara referència a aquest filme i al seu director.